# Урта-Тагайский конфликт (1925)
Урта-Тагайский конфликт — вооружённый пограничный конфликт между СССР и Афганистаном, произошедший в 1925 году из-за острова Урта-Тагай.

## Ход событий
К концу 1924 года на спорном острове Урта-Тагай (Урта-Тугай) на пограничной реке Пяндж обосновались несколько тысяч басмачей, постоянно совершавших вылазки на советскую территорию.
22 июня 1925 года командующий Туркестанским фронтом М. К. Левандовский директивой за №763 приказал командиру 13-го корпуса РККА И. Ф. Федько, штаб которого располагался в Душанбе, разработать план операции по захвату острова.
Особая комиссия по пограничным вопросам, заседавшая в Ташкенте 27 июля 1925 года решила запросить Оргбюро ЦК КП (б) Узбекистана в Таджикистане о мерах, подготавливаемых для возвращения Урта-Тугая.
Руководство Таджикской ССР во главе с Нусратулло Максумом одобрило идею возвращения острова.
27 июня 1925 года начальник 47-го пограничного отряда Дорофеев послал коменданту 6-го участка «Фархор» Козлову и коменданту 5-го участка «Сары-Чашма» Калинину такую директиву: 

Остров Урта-Тугай, ранее входивший в Бухарские владения, ныне находящийся вне пределов СССР, ибо он был незаконно захвачен афганцами в период безвластия в Восточной Бухаре, по поводу возвращения его, очевидно, идут дипломатические переговоры, но нам результаты неизвестны. Они могли бы сильно продвинуться вперед, если бы население острова Урта-Тугай, а равно прилегающих пограничных кишлаков, предприняло бы попытки присоединения острова к СССР и способствования переходу граждан с острова в СССР.
Исходя из приведенных соображений, предлагаю:
Ни в коем случае не возбуждать каких-либо дел по обвинению жителей нашей территории и руководящих ответственных лиц в незаконном переходе границы на остров Урта-Тугай, когда этот переход имеет целью его присоединение к СССР.
Наоборот, в этом случае погранчасти должны оказывать всяческое неофициальное содействие к захвату острова жителями, но отнюдь не допуская, чтобы захват был произведен войсковыми частями.
Настоящее распоряжение комендантам 5 и 6 участков принять к точному руководству.
Коменданту 6 участка немедленно возвратить в управление отряда, не производя расследования, препровожденный материал при № 01730 от 31.05, ибо действия Кудорова могут быть отнесены к разряду вышеуказанных. Получение подтвердить.

Кудоров, о котором говорится в этой директиве, был командиром эскадрона 6-й комендатуры. Он с отрядами местных вооруженных жителей дважды вторгался на афганскую территорию. Первое вторжение было произведено для освобождения захваченных русских женщин, была освобождена 25-летняя Анна Мещерякова. Второе вторжение имело целью захват острова Урта-Тугай, но было безуспешным.
27 ноября 1925 года в Фархоре началась подготовка к новой операции по захвату Урта-Тугай. Просоветски настроенным жителям этого острова было роздано 15 винтовок с патронами, чтобы они начали восстание. Но они отказались это сделать без поддержки вооруженного отряда с советской территории. Поэтому был сформирован отряд из советских граждан, в основном жителей Фархора, в составе около 50 (по другим данным — 340) человек. Всей этой подготовкой занималась 6-я пограничная комендатура, командование РККА о ней ничего не знало. 
В ночь на 28 ноября 1925 года отряд под командованием уполномоченного 47-го пограничного отряда Брандусовского, переодетого в национальную одежду, вторгся на Урта-Тугай. Ему удалось без единого выстрела разоружить афганский пограничный пост. Однако афганцы другого поста открыли огонь по отряду, завязался бой, в результате которого отряд потерял пять человек убитыми и захватил пятерых афганцев. Афганцы потеряли убитыми семь человек. В результате утром 28 ноября Брандусовский вместе со своим отрядом вернулся на советскую территорию. 
После этого 6-я пограничная комендатура послала командованию частей Туркестанского фронта ложное сообщение о том, что на Урта-Тугай началось восстание и необходима срочная войсковая поддержка с нашей стороны, чтобы не дать возможности прибыть афганским войскам для подавления восстания и удержания хлынувшего потока реэмигрантов на нашу территорию. Получив это сообщение, начальник особого отдела 6-й кавалерийской бригады Добровольский направил на помощь комендатуре отряд численностью 70 сабель, и 1 декабря остров Урта-Тугай был занят. 
После этого афганское правительство в своей ноте выразило решительный протест, и 28 февраля 1926 года части Красной армии были выведены с острова. Командование 6-й комендатуры и начальник 47-го пограничного отряда Дорофеев лишились своих должностей. Летом 1926 года была создана советско-афганская комиссия, по решению которой Урта-Тугай был признан афганской территорией, был подписан советско-афганский Договор о нейтралитете и взаимном ненападении.